# Jackie Aprile, Jr.
Giacomo Michael Aprile, Jr. fiktivni je lik iz HBO-ove televizijske serije Obitelj Soprano kojeg je glumio Jason Cerbone.

## Životopis
Jackie Aprile, Jr. rođen je u elitnoj mafijaškoj obitelji Sjevernog Jerseyja. Njegov otac, Jackie Aprile, Sr., bio je izvršni šef zločinačke obitelji DiMeo, dok je njegov stric Richie bio kapetan pod Ercolijem "Eckleyjem" DiMeom, a kasnije pod Tonyjem Sopranom. Međutim, unatoč svojem nasljeđu, sami Jackie, Jr. bio je udaljen od obiteljskog posla od strane svoga oca, a kad se počeo zanimati za nj, pokazao se nedorastao. Kriminalom se počeo baviti nakon očeve smrti, točnije nakon stričeva izlaska iz zatvora. Unatoč pokušajima da uspije na Rutgersu, okrenuo se životu kriminala te počeo pomagati svojem stricu.
No, Richieja je ubila zaručnica Janice Soprano, a neko vrijeme nakon toga Jackie se vratio urednom životu. Vratio se u školu i trudio da uspije, ali neuspješno. Njegova je majka, Rosalie Aprile, u međuvremenu započela vezu s kapetanom Sopranovih Ralphom Cifarettom. Ralph je bio više prolazni lik u njegovu životu nego roditelj koji je bio aktivno uključen u njegov život i razvoj. Upravo su Ralphov loš utjecaj, zajedno s lijenošću i uvjerenošću u predodređenost zbog obiteljskog imena Jackieja odveli putem kriminala.
Zajedno s prijateljem Dinom Zerillijem počeo je studentima prodavati ecstasy. Osim toga, pokazao se kao dobar igrač američkog nogometa i krajem semestra bio standardni branič svoje srednjoškolske momčadi. Isplanirao je opljačkati koncert pjevačice Jewel u Rutgersu te vozio auto za bijeg za Christophera Moltisantija i Bennyja Fazia.
Jackiejev prijateljski odnos s Meadow Soprano stavio ga je u čudan odnos s njezinim ocem i uličnim šefom obitelji DiMeo Tonyjem Sopranom; Jackie je pokušao zadržati privid uspješnog studenta dok je sve dublje ulazio u obiteljski život. Tonyjevo zanimanje bilo je time više jer je obećao Jackiejevu ocu da će mu sina čuvati od njihova načina života. Tony je prozreo Jackiejevu fasadu te ga ulovio u kasinu i u striptiz klubu, gdje ga je pretukao nakon što ga je ugledao s plesačicom u krilu.
Stvari su se dodatno pogoršale kad je Jackie, Jr. napustio Sveučilište Rutgers. Kasnije ga je napustila i Meadow nakon što je otkrila kako je vara. Ljut na dvije generacije Sopranovih, Jackie je počeo raditi izravno za Ralpha, oformivši pritom manju ekipu.
Čuvši od Ralpha priču o tome kako su njegov otac i Tony izveli pljačku kartaške partije koju je održavao Feech La Manna, Jackie postaje odlučan u namjeri da krene očevim stopama. Uz pomoć Carla Renzija, Dina Zerillija i Matusha, pokušao je opljačkati partiju koju je održavao vojnik iz ekipe Aprile Eugene Pontecorvo. Stvari su krenule naopako čim su upali: Jackie je ubio djelitelja "Sunshinea", Renzija je na licu mjesta ubio Christopher, Furio Giunta je pogođen u nogu, a Matush je pobjegao autom za bijeg čim je čuo pucnjeve. Jackie je jedva uspio pobjeći ukravši na brzinu automobil. Prošao je pokraj Zerillija ostavivši ga na nemilost Moltisantija i Alberta Baresea.
Skrivajući se u getu u Boontonu, nazvao je dom Sopranovih i molio Tonyja da mu poštedi život. Međutim, zbog njegova statusa i zahtjeva obitelji DiMeo za njegovom krvlju, Tony je odbio intervenirati. Tony je sugerirao da Jackieju oproste zbog propale pljačke, zbog svojeg odnosa s njegovim ocem. Ralph nije htio da Tony sazna za njegovu ulogu katalizatora pljačke, zbog Tonyjeva nepovjerenja u Ralpha i Tonyjeva prijateljstva s Jackiejevim ocem, ali ponajviše jer bi takvo saznanje potencijalno moglo promijeniti Tonyjevo suučesništvo u bilo kakvoj akciji koju bi Ralph mogao poduzeti. Na sastanku između Tonyja i Ralpha o tome što napraviti s Jackiejem, Tony je izjavio da je najvažnija stvar da se stvar okonča "na brzinu". Ralph je morao zadržati svoju stabilnost, i još važnije status, te je naredio vojniku iz ekipe Aprile (i Jackiejevu rođaku) Vitu Spataforeu da likvidira Jackieja. Ispred geta u Boontonu, Vito je ustrijelio Jackieja, Jr. u potiljak, ostavivši Jackiejevo tijelo da leži u snijegu.
Rosalie, Meadow i ostatku obitelji rečeno je kako su Jackieja ubili crnoputi dileri iz geta. Smrt Jackieja, Jr. ostavila je teške posljedice na Meadow koja je počela imati podijeljene osjećaje o svojem ocu i njegovu "poslu". Nakon toga je često zapadala u depresivna stanja.

## Ubojstva koja je počinio Aprile
- Sunshine: ubijen tijekom pokušaja pljačke partije pokera.

## Vanjske poveznice
- Jackie Aprile, Jr. u internetskoj bazi filmova IMDb-u